# 倭の六県
倭の六県（六御縣、やまとのむつのあがた）は、古代の大和国にあった大王（皇室）の直轄地である。
645年（大化元年）8月5日に、東国の国司とともに使者が派遣され、造籍（戸籍作成）・校田（田畝調査）が行われた。
「六県」は『和名類聚抄』での以下の各郡域に相当する。
- 曽布(添)県 （そふ） - 添上郡、添下郡
- 山辺県（やまのべ） - 山辺郡
- 磯城県（しき、志貴） - 式上郡、式下郡
- 十市県（とおち） - 十市郡
- 高市県（たけち） - 高市郡
- 葛城県（かつらぎ、葛木） - 葛上郡、葛下郡

域内には県名を冠する添御県坐神社（奈良市三碓、奈良市歌姫町）、山邊御県坐神社（天理市別所町、天理市西井戸堂町）、志貴御県坐神社（桜井市三輪金屋）、十市御縣坐神社（橿原市十市町）、高市御県神社（橿原市四条町）、葛木御県神社（葛城市葛木）の式内社が置かれている。
『延喜式』にある27篇の祝詞のうち祈年祭（としごいのまつり）には上記の「六の御県（みあがた）」の名前が見え、蔬菜を献上したとある。六県は奈良盆地の全域を占めるが、広大なものではない。
624年(推古天皇32年)、蘇我馬子は推古天皇に、県の一つである葛城県は蘇我氏の本居(うぶすな)で、(蘇我一族の「臣(おみ)」という)「姓名(かばねな)」もそこに由来するものだから、「封県」に賜りたいと懇願したが、蘇我氏の血をひく女帝から拒絶された、ともある。

## 参考資料
- 高柳光寿・竹内理三編『角川第二版日本史辞典』角川書店、1974年
- 永原慶二監修『岩波日本史辞典』岩波書店、1999年